# Stazione di Geesow
La stazione di Geesow era una stazione ferroviaria tedesca, posta sulla Tantow-Gartz. Serviva il centro abitato di Geesow, oggi frazione della città di Gartz (Oder).